# Ménil-Jean
Ménil-Jean és un municipi francès situat al departament de l'Orne i a la regió de Normandia. L'any 2007 tenia 104 habitants.

## Demografia

### Població
El 2007 la població de fet de Ménil-Jean era de 104 persones. Hi havia 44 famílies de les quals 9 eren unipersonals (9 homes vivint sols), 22 parelles sense fills i 13 parelles amb fills.
La població ha evolucionat segons el següent gràfic:
Habitants censats

### Habitatges
El 2007 hi havia 75 habitatges, 45 eren l'habitatge principal de la família, 14 eren segones residències i 15 estaven desocupats. 65 eren cases i 9 eren apartaments. Dels 45 habitatges principals, 35 estaven ocupats pels seus propietaris, 10 estaven llogats i ocupats pels llogaters i 1 estava cedit a títol gratuït; 5 tenien dues cambres, 11 en tenien tres, 8 en tenien quatre i 22 en tenien cinc o més. 43 habitatges disposaven pel capbaix d'una plaça de pàrquing. A 17 habitatges hi havia un automòbil i a 24 n'hi havia dos o més.

### Piràmide de població
La piràmide de població per edats i sexe el 2009 era:
| Homes | Edats   | Dones |
| ----- | ------- | ----- |
| 0     | 95 o +  | 0     |
| 0     | 90 a 94 | 0     |
| 0     | 85 a 89 | 4     |
| 0     | 80 a 84 | 0     |
| 4     | 75 a 79 | 0     |
| 0     | 70 a 74 | 0     |
| 12    | 65 a 69 | 4     |
| 0     | 60 a 64 | 4     |
| 0     | 55 a 59 | 0     |
| 4     | 50 a 54 | 4     |
| 0     | 45 a 49 | 0     |
| 0     | 40 a 44 | 4     |
| 4     | 35 a 39 | 4     |
| 4     | 30 a 34 | 4     |
| 0     | 25 a 29 | 4     |
| 4     | 20 a 24 | 0     |
| 0     | 15 a 19 | 0     |
| 4     | 10 a 14 | 4     |
| 4     | 5 a 9   | 4     |
| 0     | 0 a 4   | 4     |

## Economia
El 2007 la població en edat de treballar era de 64 persones, 56 eren actives i 8 eren inactives. De les 56 persones actives 54 estaven ocupades (27 homes i 27 dones) i 2 estaven aturades (2 homes). De les 8 persones inactives 4 estaven jubilades, 3 estaven estudiant i 1 estava classificada com a «altres inactius».
Activitats econòmiques
Dels 5 establiments que hi havia el 2007, 2 eren d'empreses de construcció, 1 d'una empresa immobiliària, 1 d'una empresa de serveis i 1 d'una empresa classificada com a «altres activitats de serveis».
Dels 2 establiments de servei als particulars que hi havia el 2009, 1 era un paleta i 1 perruqueria.
L'any 2000 a Ménil-Jean hi havia 6 explotacions agrícoles que ocupaven un total de 336 hectàrees.

## Poblacions més properes
El següent diagrama mostra les poblacions més properes.